# Phyllomya limata
Phyllomya limata là một loài ruồi trong họ Tachinidae.